# Krefeld Pinguine

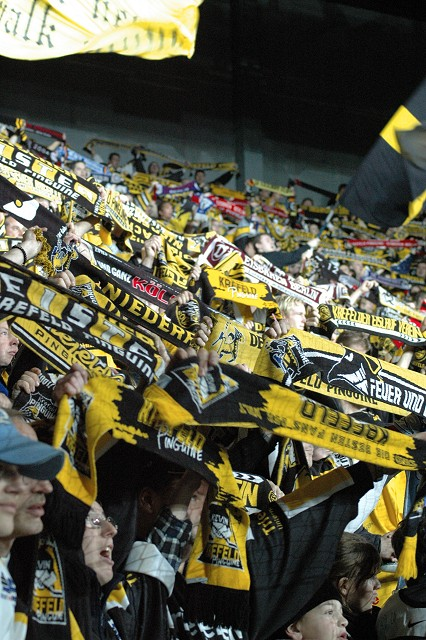
Krefeld fans

Krefeld Pinguine är ett professionellt ishockeylag som spelar i DEL. De spelar sina matcher i Krefeld, Tyskland på König Palast. Laget grundades 1936, 1994 anslöt sig laget till DEL. De har vunnit tyska högstaligan två gånger, 1952 och 2003.

## Kända spelare

### Målvakter
- René Bielke (1993−1995)
- Ulli Jansen † (1947–1972)
- Karel Lang (1990–2001)
- Jan Marek (1974–1978)
- Robert Müller † (2002–2006)
- Heinz Wackers (1936–1955)

### Backar
- Karl Bierschel (1948–1963)
- Christian Ehrhoff (1999–2003)
- Uwe Fabig (1981–1983/1984–1992)
- Bruno Guttowski (1951–1958)
- Günter Jochems (1949–1965)
- Josef Kompalla (1958–1971)
- Petri Liimatainen (1995–1999)
- Herbert Schibukat (1949–1954)
- Vic Stanfield (1976-1978/1980-1988)

### Forwards
- Christoph Brandner (2000–2003)
- Dick Decloe (1974–1978)
- Martin Hyun (2004–2005)
- Peter Ihnacak (1992–1997)
- Erich Konecki † (1948–1952)
- Lothar Kremershof † (1969–1978/1981–1985)
- Chris Lindberg (1994–1998)
- Hans Georg Pescher (1948–1956)
- Brad Purdie (2000–2003)
- Klaus Stenders (1958–1973)
- Remy Wellen (1955–1972)